# Tatort: Im gelobten Land
Im gelobten Land ist ein Fernsehfilm aus der Krimireihe Tatort. Der vom Südwestrundfunk produzierte Beitrag ist die 976. Tatort-Episode und wurde am 21. Februar 2016 im Ersten ausgestrahlt. Das Stuttgarter Ermittlerduo Lannert und Bootz ermittelt seinen 18. Fall.

## Handlung
Bei einer Lkw-Kontrolle an einem Autobahnparkplatz im Rahmen einer Drogenfahndung finden Lannert, Bootz und ihre Kollegen 23 tote Flüchtlinge. Mehrere Stunden hatten sie den Lkw observiert, um den mutmaßlichen Mörder Milan Kostic mitsamt den Drogen zu überführen. Bei früherem Zugriff hätten sie die Menschen retten können. Lannert nimmt die Verfolgung von Kostic auf, weil er überzeugt von seiner Schuld am Tod der Flüchtlinge ist.
Die Afrikanerin Lela Obasi, die gegen Kostic aussagen soll, wird von ihm zunächst verwundet in ein Flüchtlingsheim verschleppt, wo Lannert beide aufspürt, was sich jedoch als Falle erweist. Auch Lannert wird verletzt, kann aber Kostic und seine Schwester Mitra in Schach halten. Nervenaufreibend richten beide Seiten Waffen aufeinander. Mitra eröffnet Lannert, dass gerade noch ein weiterer Lkw mit vierzig versteckten Flüchtlingen unterwegs ist, die allesamt ebenfalls ersticken werden, wenn niemand rechtzeitig den Lkw erreicht. Sie versucht Lannert mit dieser Aussage zu überreden, ihnen bei der Flucht zu helfen. Erst nachdem ihnen ein Beweisfoto geschickt wurde, willigt Lannert ein. Mittlerweile hat jedoch das SEK bereits das Haus umstellt. Raum für Raum sucht Bootz mit dem SEK nach seinem Kollegen, doch Mitra hat einen Informanten und es gelingt ihnen, die Polizisten zunächst zu täuschen. Als das SEK bereits abgezogen werden soll, entlarvt Bootz den Informanten. Auf dem Weg zu Lannert kommt es zu einer Geiselnahme. Alle gelangen auf den Hof zum Fluchtfahrzeug und ein von den Hintermännern geschickter Auftragsmörder schießt auf Mitra. Der Auftragsmörder wird daraufhin von Bootz erschossen. Zusammen mit der sterbenden Mitra fahren Lannert und Kostic zum Parkplatz, wo der Lkw mit den 40 Flüchtlingen in Empfang genommen werden soll. Sie können alle unversehrt befreit werden. Kostic übergibt Lannert Papiere mit Informationen zu den Hintermännern und verschwindet dann.

## Hintergrund
Der Film wurde vom 22. September 2015 bis 22. Oktober 2015 in Baden-Baden, Stuttgart und Karlsruhe gedreht. Für das Flüchtlingsheim, in dem der Großteil der Handlung spielt, mietete der SWR ein zum Umbau vorgesehenes, leerstehendes Hochhaus in Baden-Baden.

## Rezeption

### Kritiken
„Das ambitionierte Konfrontationsszenario im 'Gelobten Land' geht allerdings nicht auf. Die Fakten stimmen, aber es gibt im Plot zu viele Ungereimtheiten und Zuspitzungen. […] Es gibt in diesem 'Tatort' einfach zu viele dramaturgische Stützen, um Thriller und Thesenstück zusammenzubringen. Dann lieber gleich eine Doku zum Thema.“

„Die Episode von Züli Aladag (Buch Christian Jeltsch) greift das brennendste Thema auf, das man sich vorstellen kann, Refugees in ihrer Not. Aber im Bemühen, das Sozialthema zum Thriller zu verdichten, werden zu viele Stränge gesponnen.“

### Einschaltquoten
Die Erstausstrahlung von Im gelobten Land am 21. Februar 2016 wurde in Deutschland von 9,07 Millionen Zuschauern gesehen und erreichte einen Marktanteil von 24,3 % für Das Erste.